# Muschelkalkhänge bei Bebelsheim und Wittersheim
Das Naturschutzgebiet Muschelkalkhänge bei Bebelsheim und Wittersheim liegt auf dem Gebiet der Gemeinde Mandelbachtal im Saarpfalz-Kreis im Saarland. Das Gebiet erstreckt sich westlich von Wittersheim und von Bebelsheim, beide Ortsteile von Mandelbachtal. Östlich verläuft die B 423, südlich fließt die Blies und verläuft die Staatsgrenze zu Frankreich. Östlich erstreckt sich das 1575 ha große Naturschutzgebiet Südlicher Bliesgau/Auf der Lohe.

## Bedeutung
Das rund 197 ha große Gebiet wurde mit Verordnung vom 16. Januar 2015 unter der Kenn-Nummer NSG-N-6808-303 unter Naturschutz gestellt. Es umfasst die Hangflächen westlich des Mandelbachtals, die teilweise bewaldet und teilweise landwirtschaftlich genutzt sind.